# Miedziopierś metaliczna
Miedziopierś metaliczna, miedziopierś błyszcząca (Somatochlora metallica) – gatunek ważki z rodziny szklarkowatych (Corduliidae), występujący w północnej Eurazji. Długość ciała: 50–55 mm, tylnego skrzydła: 34–38 mm. Rozpiętość skrzydeł 76 mm. Jest to największy przedstawiciel rodzaju Somatochlora, nie licząc Somatochlora meridionalis o zbliżonych wymiarach.
Ubarwienie zielone, z metalicznym połyskiem. Odwłok obydwu płci posiada żółte plamki u podstawy, chociaż w przypadku samców są one mniejsze. Zasiedla wody stojące, ewentualnie wolno płynące (starorzecza, kamieniste brzegi jezior, rzeki o spokojnym nurcie). Preferuje miejsca zacienione. Imagines występują od końca maja do września.

## Bibliografia

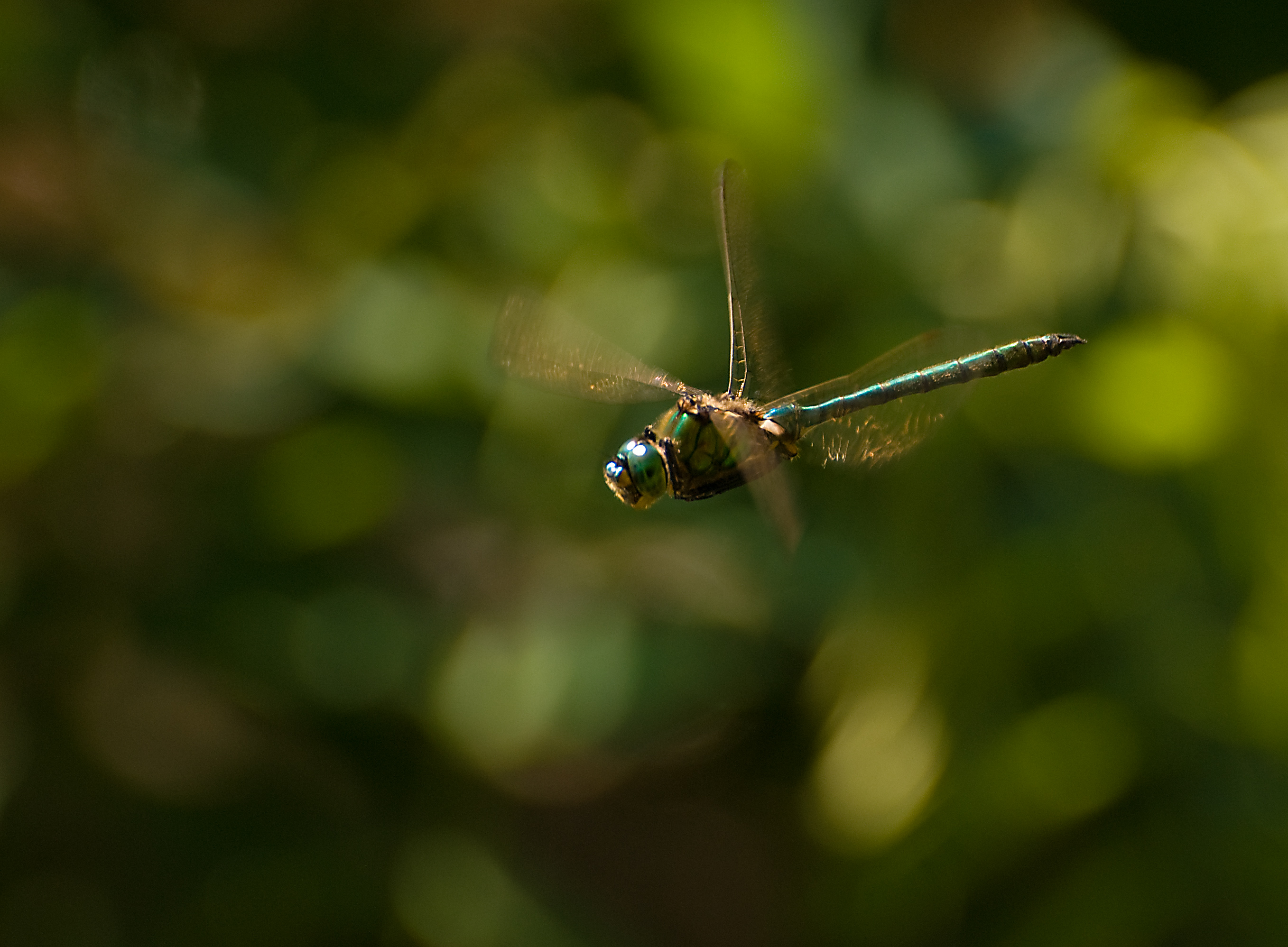